# Gréta Szakmáry
Gréta Szakmáry est une joueuse hongroise de volley-ball née le 31 décembre 1991 à Nyíregyháza. Elle mesure 1,86 m et joue au poste de réceptionneuse-attaquante. Elle totalise 65 sélections en équipe de Hongrie.

## Clubs
| Club              | De        | À         |
| ----------------- | --------- | --------- |
| NRK Nyíregyháza   | 2007-2008 | 2009-2010 |
| Gödöllői RC       | 2010-2011 | 2014-2015 |
| Békéscsabai RSE   | 2015-2016 | 2016-2017 |
| Schweriner SC     | 2017-2018 | 2020-2021 |
| Aydın BB          | 2021-2022 | 2021-2022 |
| Cuneo GV          | 2022-2023 | 2022-2023 |
| AGIL Novare       | 2023-2024 | 2023-2024 |
| Hisamitsu Springs | 2024-2025 | en cours  |

## Palmarès

### Équipe nationale
- Ligue européenne
  - Vainqueur : 2015.
  - Finaliste : 2018.

### Clubs
- Championnat de Hongrie
  - Vainqueur : 2016, 2017.
  - Finaliste : 2008, 2009, 2012, 2013.
- Coupe de Hongrie
  - Vainqueur : 2016, 2017.
  - Finaliste : 2008, 2009, 2011, 2013, 2014, 2015.
- Championnat d'Allemagne
  - Vainqueur :2018.
  - Finaliste : 2019.
- Coupe d'Allemagne
  - Vainqueur : 2019.
- Supercoupe d'Allemagne
  - Vainqueur :2017, 2018, 2019, 2020.

### Distinctions individuelles
- Ligue d'or européenne 2018 : Meilleure réceptionneuse-attaquante[2].